# Very Large Telescope
Very Large Telescope (zkráceně VLT, česky: Velmi velký dalekohled) je soustava čtyř dalekohledů o průměru 8,2 m v severním Chile na hoře Cerro Paranal. Je provozována a financována Evropskou jižní observatoří jako součást astronomické observatoře Paranal. V provozu je od roku 2005.

## Umístění observatoře
Soustava dalekohledů je umístěna na vrcholu hory Cerro Paranal v chilské poušti Atacama v nadmořské výšce 2635 m n. m. Leží 120 km jižně od města Antofagasta a 12 km východně od pobřeží Tichého oceánu. Místo patří k nejsušším oblastem na světě, což tvoří ideální podmínky pro pozorování oblohy v infračerveném oboru spektra. V průběhu roku zde bývá až 350 jasných nocí s klidnou atmosférou vhodných pro pozorování nejvzdálenějších objektů ve vesmíru.

## Charakteristika soustavy teleskopů
Čtyři dalekohledy o průměru primárních zrcadel 8,2 m jsou doplněny dalšími čtyřmi pomocnými teleskopy s průměrem zrcadel 1,8 m, které lze přesunovat po kolejnicích. Světlo z dalekohledů je vedeno do jednotlivých přístrojů, kde se zobrazuje nebo analyzuje. Jedná se o širokoúhlé zobrazovače, kamery a spektrografy s adaptivní optikou, spektrografy pro více objektů a spektrometry s vysokým rozlišením. Tyto přístroje pokrývají širokou oblast spektra od dalekého ultrafialového oboru (300  nm) po střední infračervené vlnové délky (24 μm).
Pro korekci obrazu (deformovaného atmosférickou turbulencí) je využíván systém adaptivní optiky.

### Hlavní dalekohledy

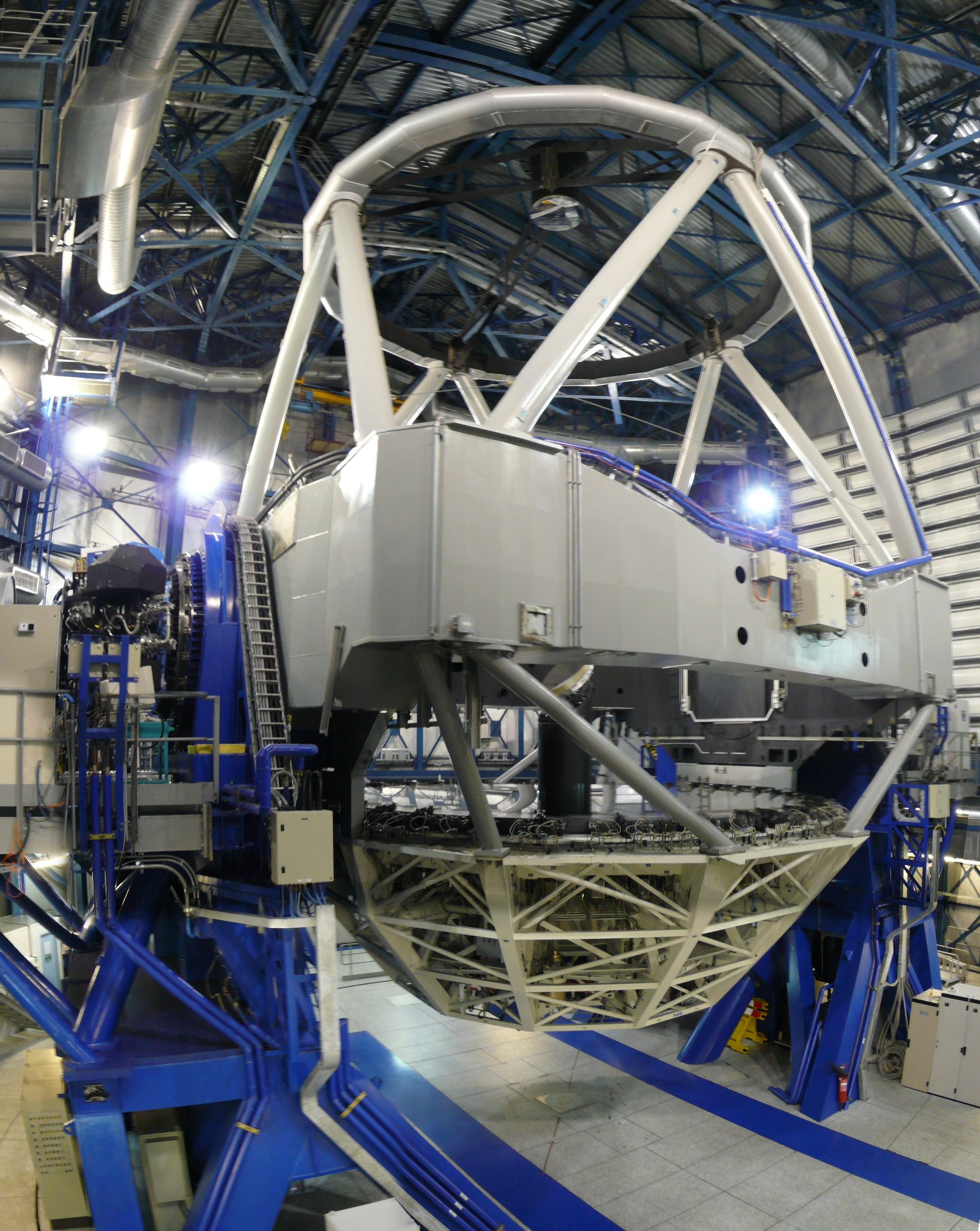
Dalekohled UT3 – Melifal

Čtyři hlavní dalekohledy jsou umístěny v samostatných 25 m vysokých budovách válcovitého tvaru s dvěma rovnými, z boku i nahoře otevíranými dveřmi.
Uvnitř budov je udržována stabilní teplota a jsou konstruovány tak, aby se omezily turbulence vzduchu především uvnitř tubusu dalekohledu, k nimž by mohlo v důsledku změn teploty a proudění vzduchu dojít. Při konstrukci budov byly využity zkušenosti s budovou postavenou pro New Technology Telescope, dalekohled o průměru 3,5 m umístěný na jiné observatoři ESO – La Silla.
Jako první byl postaven dalekohled UT1 - Antu. První světlo jím prošlo v roce 1998 a pravidelná vědecká pozorování zahájil 1. dubna 1999. Všechny dalekohledy pak byly zprovozněny v roce 2005.
Dalekohledy jsou vybaveny zrcadly o průměru 8,2 m, která jsou monolitická s tloušťkou 17,5 cm. Každé váží 23 tun. Jsou vyrobena ze Zeroduru – sklokeramického materiálu s minimální tepelnou roztažností – a jsou pokovena 80 nm tlustou vrstvou hliníku. Tato vrstva se obnovuje každých 18 měsíců.

#### Jména dalekohledů

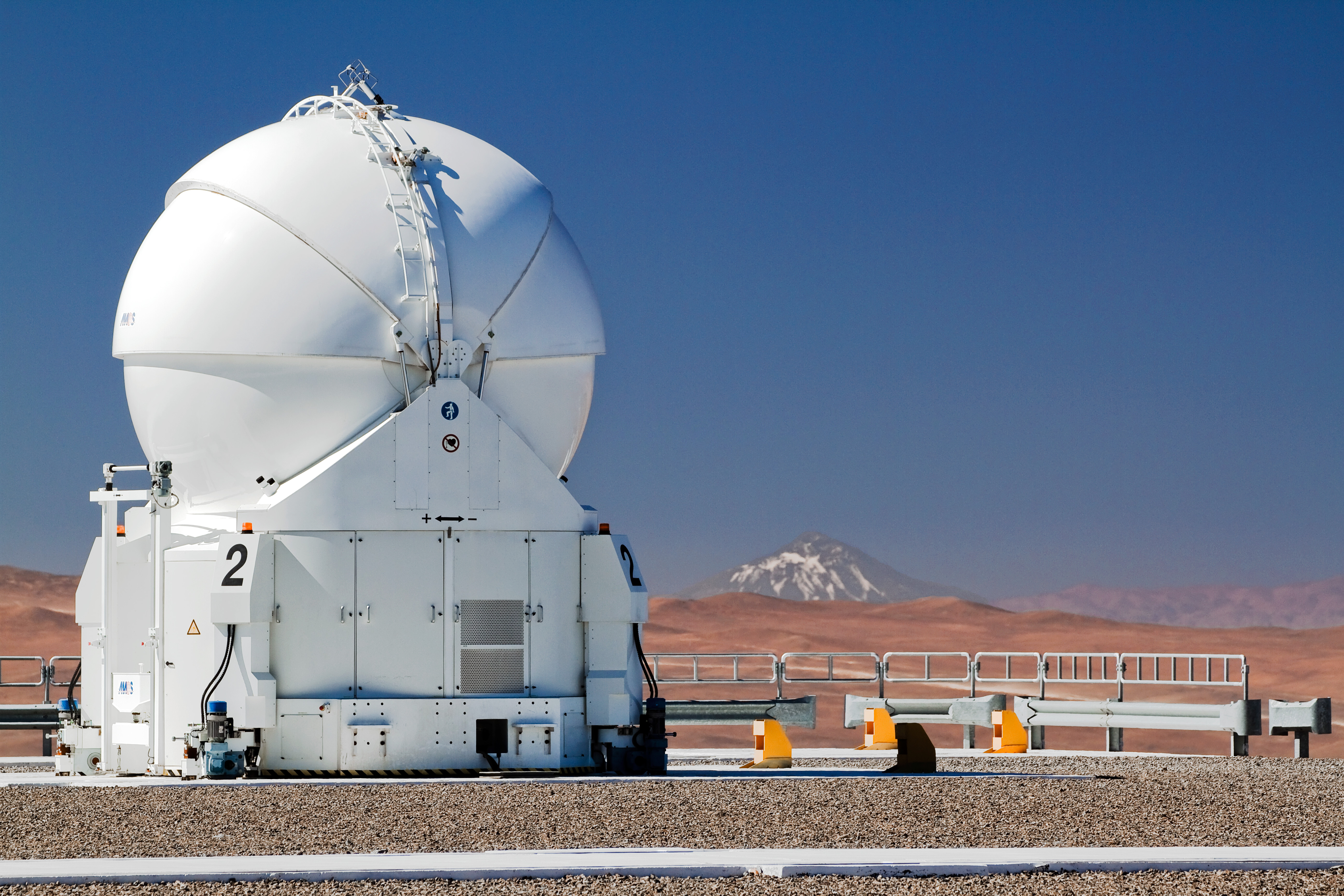
Kopule pomocného pohyblivého 1,8m dalekohledu

Dalekohledy se obecně označují jako UT (Unit Telescope), konkrétně pak UT1 až UT4. Před uvedením do provozu však dostaly jména pocházející z jazyka místních domorodců – Mapučů:
- Antu (UT1 – Slunce),
- Kueyen (UT2 – Měsíc),
- Melifal (UT3 – Jižní kříž)
- Yepun (UT4 – Venuše)

### VLTI
Většinu pozorovací doby pracuje každý z velkých dalekohledů samostatně. Mohou však pracovat společně při tzv. interferometrii, kdy se světelné paprsky získané z jednotlivých dalekohledů vedou pomocí systému zrcadel podzemními tunely tak, aby délka dráhy světla od každého teleskopu do interferometru byla stejně dlouhá s přesností lepší než 1 μm na sto metrů. Celý systém se pak označuje jako VLTI (Very Large Telescope Interferometry) a má pak zobrazovací schopnost ekvivalentní dalekohledu o průměru 16 m. Umožňuje pozorovat až 25krát jemnější podrobnosti, než dokáže každý z teleskopů samostatně.